# Delta Goodrem
Delta Lea Goodrem (născută pe data de 9 noiembrie 1984) este o cântăreață, textieră și actriță australiană. Solista a semnat un contract de promovare cu casa de discuri Sony BMG la vârsta de cincisprezece ani și a început compunerea primului album de studio. Grație notorietății obținute prin intermediul serialului Neighbours, artista și-a lansat albumul de debut, Innocent Eyes, în anul 2003. Cântece precum „Born to Try”, „Lost Without You” sau „Innocent Eyes” confirmă succesul discului.
La scurt timp cântăreața descoperă faptul că suferă de Boala Hodgkin, fiind nevoită să își întrerupă activitatea artistică pentru un interval de timp. Materialul de studio cu numărul doi din cariera sa, Mistaken Identity, a fost inspirat din acestă experiență. La trei ani distanță, în 2007 Goodrem își lansează cel de-al treilea disc, intitulat Delta, care beneficiază de promovare și în S.U.A., mulțumită șlagărului „In This Life”. Din 2012 este antrenor și jurat al emisiunii Vocea Australiei.
Având un timbru caracteristic sopranelor, interpreta abordează în compozițiile sale genul pop–rock, promovând în principal balade. Cântăreața este logodită cu muzicianul irlandez Brian McFadden, cei doi începând o relație după colaborarea la cântecul „Almost Here”.

## Copilăria și primele activități artistice
Delta s-a născut pe data de 9 noiembrie 1984 în orașul australian Sydney, părinții săi fiind Lea și Denis Goodrem. Numele soliste provine de la înregistrarea „Lady Delta”, interpretat de Joe Cocker. Tânăra are și un frate mai mic, Terent Goodrem, cei doi fiind singurii copii ai familiei. Delta, care și-a manifestat interesul față de muzică și interpretare de la o vârstă fragedă, și-a început studiile în cadrul instituției The Hills Grammar School, deși ea se specializase în practicarea mai multor activități sportive, printre care înot, atletism sau netball, interesul pentru muzică fiind amânat pentru o perioadă. La vârsta de șapte ani, interpreta și-a făcut apariția într-un spot comercial realizat de compania americană de jucării Galoob, în aceeași reclamă fiind prezent și Bec Cartwright. Simultan, tânăra începuse să cânte la pian și să primească lecții de interpretare vocală, dans și actorie, aptitudini ce au ajutat-o ulterior în obținerea unor roluri în diverse spoturi publicitare sau seriale australiene.
Câștigurile obținute din prestațiile sale transmise pe micile ecrane au fost investite în compunerea unui grup de înregistrări demonstrative. În urma procesului au rezultat cinci cântece, toate fiind incluse pe un compact disc ce i-a fost trimis impresarului Glenn Wheatley. Acesta s-a declarat interesat de potențialul deținut de artista în devenire, oferindu-i un contract de promovare cu o casă de producție independentă. Timp de aproximativ un an, Delta a participat la înregistrările realizate pentru compunerea primului său album de studio, fiind ajutată de compozitori precum Paul Higgins și Trevor Carter, ce au caracterizat-o pe interpretă ca fiind „o fată ambițioasă de cincisprezece ani ce dorește să obțină același succes ca și Spice Girls, Britney Spears sau Mandy Moore”. În final, materialul nu a mai fost lansat, Goodrem împiedicând distribuirea discului Delta prin intermediul unei acțiuni civile desfășurate în anul 2004.

## Cariera artistică

### 2001 — 2004: Debutul discografic și serialul Neighbours
La vârsta de cincisprezece ani, Delta a semnat un contract de promovare cu casa de discuri Sony BMG, începând și înregistrările unui album de debut. Cântecele compuse pentru material se încadrează în genul pop și dance, stiluri reprezentate și de primul extras pe single, „I Don't Care” (distribuit în toamna anului 2001). Piesa nu s-a bucurat de succes în țara natală a artiste, ocupând locul 64 în ierarhia națională australiană. Un an mai târziu, artista a fost distribuită în serialul de televiziune Neighbours, ce s-a bucurat de o popularitate ridicată în Australia. Grație notorietății aduse de rolul Ninei Tucker în acestă producție, solista și-a relansat cariera muzicală, prin intermediul baladei „Born to Try”. Înregistrarea s-a bucurat de succes atât în Oceania (obținând locul 1 atât în Australia, cât și în Noua Zeelandă), dar și în Europa, regiune unde a intrat în diverse liste muzicale. Pentru prestația sa actoricească, Goodrem a primit o serie de nominalizări la premiile Logie Awards, câștigând și un trofeu în anul 2003, la categoria „Most Popular New Talent” (ro: „Cel mai popular artist nou”). La scurt timp a fost promovat un alt extras pe single, „Lost Without You”, ce încorporează același stil muzical ca și predecesorul său. Compoziția s-a clasat pe treapta cu numărul 1 în Australia și a urcat pe poziții notabile în Europa. Începutul anului 2003 a adus cu el lansarea albumului de debut, Innocent Eyes, care a devenit cel mai bine vândut material discografic al acelui an în Australia, aflându-se și pe locul 2 în lista discurilor cu cele mai multe săptămâni de staționare în vârful clasamentului australian. În Regatul Unit discul a debutat pe poziția secundă, fiind devansat de albumul Dangerously in Love al lui Beyoncé, poziție pe care a staționat timp de două săptămâni. Innocent Eyes s-a comercializat în peste patru milioane de exemplare la nivel global, aproximativ un milion dintre acestea fiind distribuite în țara natală a interpretei.
În luna iulie a aceluiași an, Goodrem a fost diagnosticată cu Boala Hodgkin, o formă de cancer. Concomitent, „Not Me, Not I”, cel de-al patrulea single al albumului (lansat după piesa „Innocent Innocent Eyes”), ocupa prima poziție în Australian Singles Chart, depășind precedentul record de cele mai multe clasări pe locul 1 consecutive în această ierarhie, devansând-o pe Kylie Minogue. Până în prezent acest record nu a fost doborât. Artista și-a suspendat activitatea muzicală și a renunțat la serialul Neighbours pentru a se putea dedica tratamentelor care au început în luna august 2003. Simultan, interpreta a declarat faptul că mama sa îl va înlocui pe Glenn Wheatley în postura de impresar al său, deoarece nu dorea să își prelungească colaborarea cu el. Ultima înregistrare promovată de pe album, „Predictable”, s-a bucurat de un succes similar, ajutând-o pe solistă să doboare noi recorduri. Un DVD intitulat Delta a început a fi distribuit lanțurilor de magazine, acesta devenind cel mai bine vândut DVD cu conținut muzical din întreaga istorie a Australiei, primind doisprezece discuri de platină. Reprezentative pentru acestă perioadă sunt și cele șapte trofee câștigate la gala premiilor ARIA Awards, Goodrem devenind cea mai premiată artistă din istoria evenimentului.

### 2004 — 2006: «Mistaken Identity» și debutul cinematografic

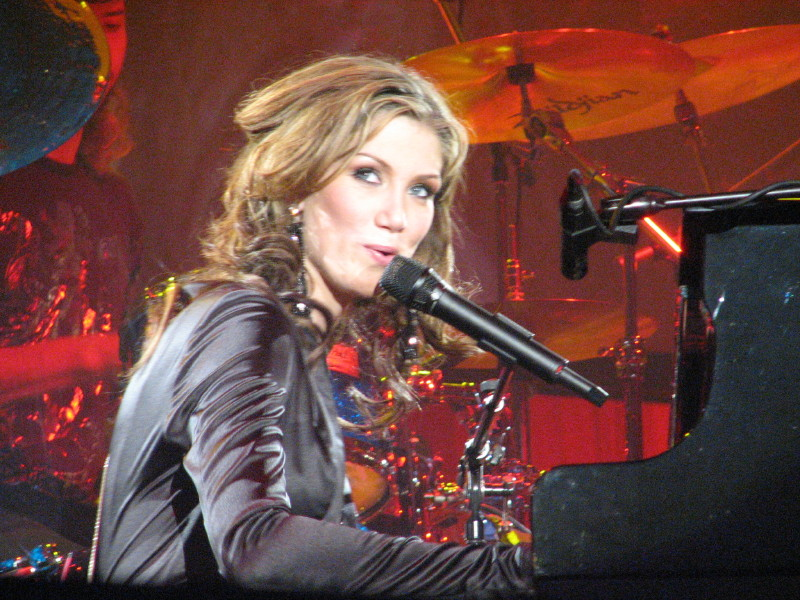
Delta Goodrem în iulie 2005

După completarea proceselor de recuperare, Goodrem a declarat faptul că va începe o serie de înregistrări ce urmau a fi incluse pe următorul său album de studio. Pentru a-și promova viitoarele lansări, artista a semnat un contract de promovare cu compania Pepsi în Australia, ea fiind distribuită într-o serie de reclame. Primul single al materialului, „Out of the Blue”, a fost promovat la scurt timp, debutând direct pe locul 1 în țara natală a interpretei și pe treapta cu numărul 9 în Regatul Unit. În aceeași perioadă solista și-a lansat prima colecție de îmbrăcăminte, intitulată „Delta by Annabella”. Concomitent, a fost lansat discul Mistaken Identity ce a devenit cunoscut pentru temele sale întunecate și pesimiste (inspirate din lunile de suferință ale cântăreței). Distribuirea compact discului a început în luna noiembrie a anului 2004, vânzările ridicate determinând debutul pe cea mai înaltă poziție a clasamentului australian. Duetul cu irlandezul Brian McFadden, „Almost Here”, a devenit cel de-al șaptelea șlagăr al interpretei ce urcă pe locul 1 în ierarhia din Australia, fiind și primul single al artistei ce ocupă aceeași poziție în Irlanda. Albumul a fost promovat cu ajutorul altor compoziții — „Mistaken Identity”, „A Little Too Late” sau „Be Strong” — toate fiind lansate doar în țara natală a solistei. În martie 2005 artista și-a făcut debutul în prima producție cinematografică din cariera sa, interpretând rolul personajului principal în filmul Hating Alison Ashley, peliculă bazat pe un cunoscut roman pentru copii. 

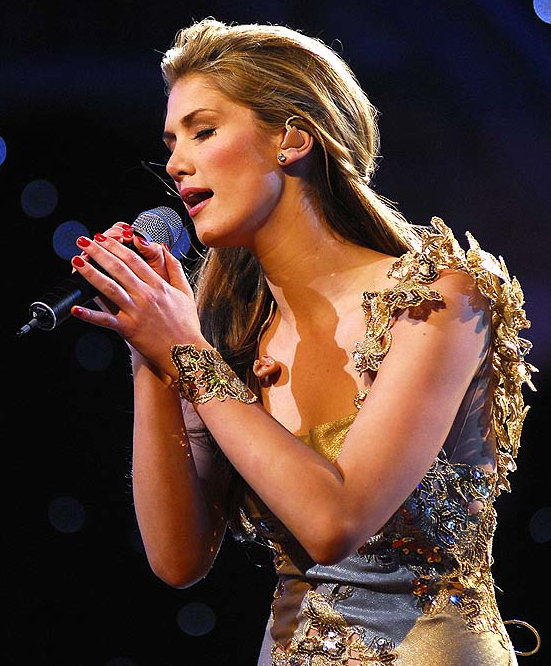
Delta Goodrem în timpul unui concert susţinut în decembrie 2006.

Cu toate acestea, filmul nu a avut succes, încasările provenite din vânzarea biletelor și comercializarea filmului fiind scăzute. La scurt timp, cântăreața a călătorit în Statele Unite ale Americii pentru a-și promova muzica și pentru a încerca să devină cunoscută și în respectiva regiune. În acest scop, Goodrem a apărut în două episoade ale serialului american North Shore și a filmat un videoclip adițional pentru șlagărul „Lost Without You”. Compoziția a înregistrat clasări mediocre, obținând locul 18 în ierarhia Billboard Adult Contemporary. Artista s-a declarat dezamăgită de performanțele discului single, renunțând pentru o perioadă la dorința de afirmare în S.U.A..
Luna iulie a anului 2005 a adus cu ea începutul unui turneu de promovare, The Visualise Tour, primul din cariera sa muzicală. Prețurile ridicate ale biletelor au fost criticate, costul acestora fiind mai mare decât cele ce permiteau accesul la concertele susținute de diverși artiști internaționali în Australia. Întrucât vânzările tichetelor au fost scăzute, s-a aplicat o reducere, în urma acestui lucru toate stocurile fiind epuizate. În total au fost comercializate aproximativ 80.000 de bilete, The Visualise Tour devenind unul dintre cele mai cunoscute turnee locale din acea perioadă. Un DVD ce conține interpretări din timpul recitalurilor a fost distribuit lanțurilor de magazine în scopuri comerciale, materialul ocupând prima poziție în ierarhia australiană a producțiilor de gen. Pe data de 15 martie 2006 artista a prezentat publicului larg un cântec nou, „Together We Are One”, el fiind interpretat la gala de deschidere a Jocurilor Commonwealth-ului în fața unei audiențe de 80.000 de spectatori și aproximativ 1,5 miliarde de telespectatori. Extrasă pe disc single, compoziția a debutat pe locul 2 în Australia, primind și un disc de aur pentru numărul de unități cumpărate. Înregistrarea a fost interpretată și de primi cinci finaliști ai American Idol din anul 2006. În toamna aceluiași an, Goodrem își anunța intrarea pe piața muzicală japoneză cu ajutorul piesei „Flawed”, care a fost inclusă pe o ediție specială a materialului Innocent Eyes, distribuită în această parte a lumii.

### 2007 — 2009: «Delta» și debutul american
În august 2007 Goodrem a filmat videoclipul primului extras pe single de pe cel de-al treilea album de studio din cariera sa, Delta. Cântecul, intitulat „In This Live” a fost lansat pe data de 17 septembrie 2007 în Australia, unde a debutat direct pe locul 1 în ierarhia națională, devenind cea de-a opta reușită de acest gen a interpretei. Materialul Delta a fost descris de solistă ca fiind „...mult mai luminos”, comparativ cu predecesorul său. De asemenea, el a intrat în clasamentul național australian pe prima poziție, primind triplu disc de platină pentru cele peste 210.000 de unități comercializate (23.000 dintre acestea fiind vândute în prime șapte zile de disponibilitate). Cel de-al doilea single, „Believe Again”, a beneficiat de unul dintre cele mai costisitoare videoclipuri din istoria Australiei. Compoziția a câștigat locul 2 în Australian Singles Chart, primind și un disc de aur pentru vânzări de peste 35.000 de exemplare. Pentru a promova albumul au mai fost extrase alte două cântece, „You Will Only Break My Heart” și „I Can't Break It To My Heart”.

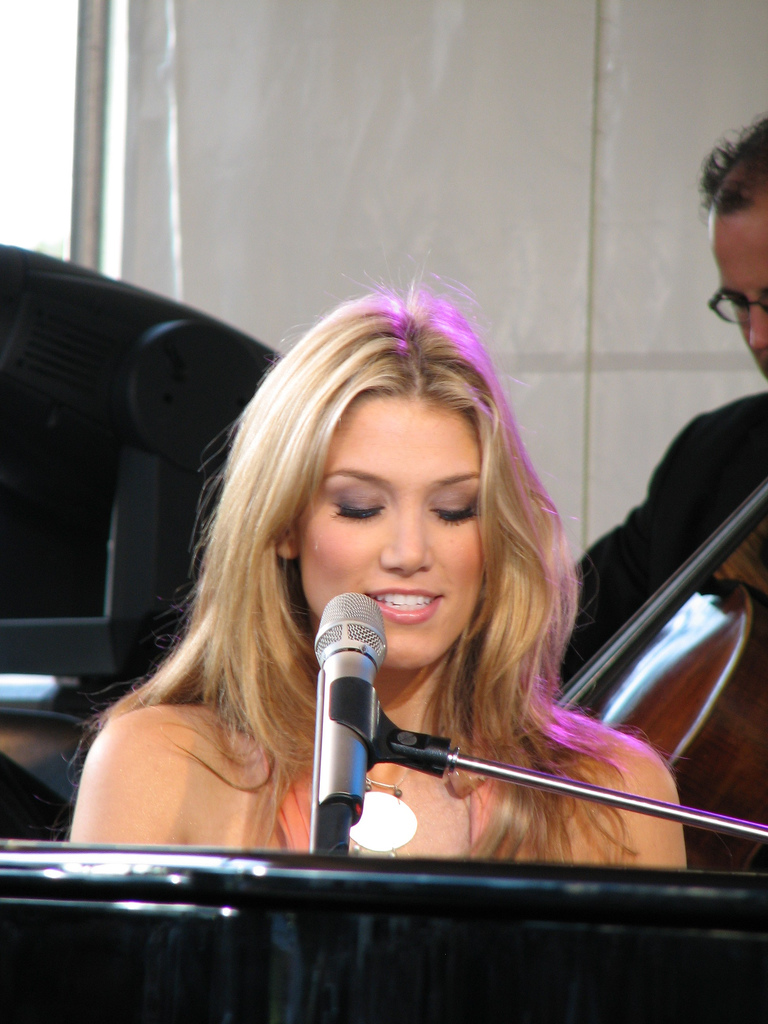
Delta Goodrem în timpul unui concert (noiembrie 2007).

La începutul anului 2008 Celine Dion a înregistrat un cântec scris de Goodrem, „Eyes On Me”, ce a fost lansat ca cel de-al doilea single al artistei de pe albumul Taking Chances. În februarie 2008 diverse surse afirmau faptul că solistei i-a fost reziliat contractul cu casa de discuri Sony BMG, ce se ocupa cu promovarea interpretei pe teritoriul Statelor Unite ale Americii. Aceste informații au fost ulterior negat de Brian McFadden, el afirmând faptul că muziciana a schimbat doar companiile, materialele sale urmând a fi lansate sub egida Mercury Records. În același timp, s-au dat publicității detalii despre campania de promovare a discului Delta pe tărâmul american, ea filmând și un videoclip alternativ pentru „In This Life, el fiind destinat difuzării în S.U.A.. În ciuda atenției acordate relansării proiectului Delta Goodrem în această parte a lumii, discul a debutat doar pe locul 116 în ierarhia Billboard 200, vânzările din prima săptămână fiind de aproximativ 6.000 de exemplare. Cu toate acesta, materialul a obținut locul 1 în lista muzicală Billboard Heatseekers Albums.
Începutul anului 2009 a adus cu el startul turneului australian Turneul Believe Again, el fiind realizat în sprijinul materialului Delta. În timpul seriei de concerte Goodrem a interpretat atât înregistrările care au consacrat-o, dar și piese de pe albumul aflat în plină promovare. Referitor la gruparea de recitaluri, solista a declarat următoarele: „Este extrem de interesant. Nu îmi vine să cred că a durat așa de mult, însă am început deja să realizez lista cântecelor pe care le voi interpreta și sunt atât de multe compoziții pe care trebuie să le prezint. Am fost inspirată de o serie de specatole pe care le-am efectuat recent aici [în Australia] și la nivel internațional, evenimente realizate cu un public restrâns și prin recitalurile susținute în săli mă pot afla mai aproape de persoanele ce și-au achiziționat materialul meu”. Un DVD cu cele mai reușite interpretări din turneu, Believe Again, a fost lansat la scurt timp, el ocupând prima poziție în clasamentul produselor de acest tip din Australia. Pentru performanțele obținute de-a lungul anului 2008, Goodrem a fost nominalizată la două premii ARIA Awards - „Cel mai bine vândut single” și „Cel mai bine vândut album”, ridicând trofeul la ultima categorie.

### 2009 — prezent: Vocea Australiei, „Sitting on Top of the World” și „Child of the Universe”

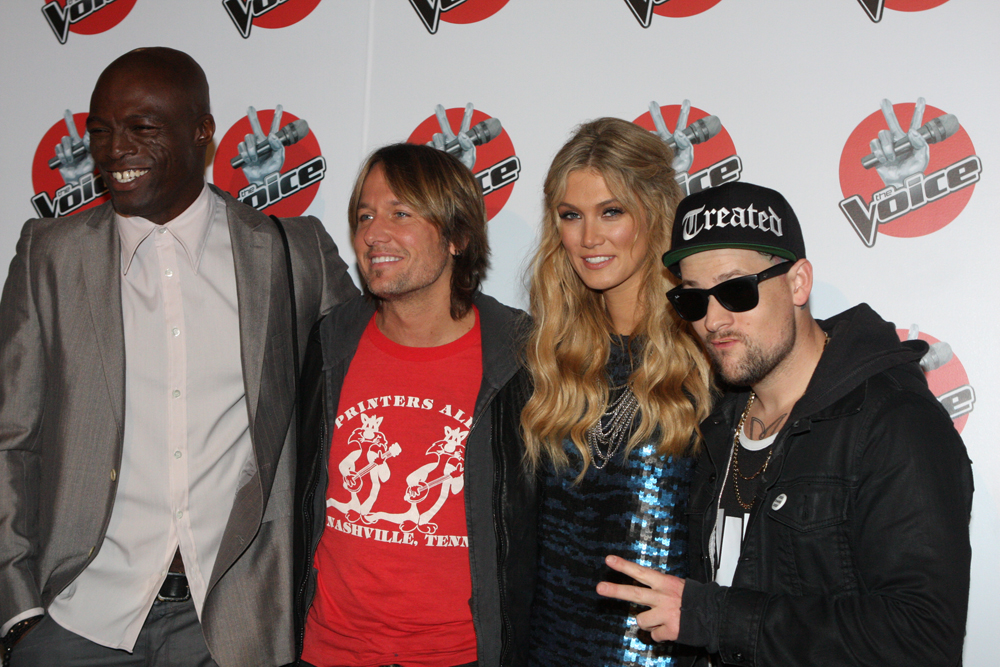
Jurații de la Vocea Australiei: Seal, Keith Urban, Delta Goodrem, și Joel Madden.

Un DVD cu concertul Believe Again Tour a fost lansat pe 18 septembrie 2009.   
În martie 2010 ea și Guy Sebastian au fost aleși de familia lui Michael să cânte la lansarea în Austalia a DVD-ului Michael Jackson: Asta-i tot din martie 2010 DVD. Aceștia au interpretat cântecul „Earth Song”.  La eveniment au mai participat regizorul filmului Kenny Ortega, coregraful lui Michael Travis Payne, și fratele lui Michael, Jackie Jackson. Pe 23 noiembrie 2011, Goodrem a fost numită ca antrenor și membră a juriului emisiunii Vocea Australiei, alături de Keith Urban, Joel Madden și Seal. Unele din deciziile lui Goodrem au trezit critici, ea „susținându-și deciziile cu argumente slabe”.
Al patrulea album de studio al lui Goodrem, „Child of the Universe”, a fost lansat la 26 octombrie 2012. Artista a declarat că și-a schimbat stilul și că experimentează diferite schimbări tonale și mai multe genuri de muzică. „Simt că pot face orice în acest album. Simt că cerul este limita.” Pe data de 19 martie 2012 a fost făcut un anunț în care se promitea că pe data de 30 martie va apărea „ceva nou, proaspăt, îmbinat cu entuziasm”. Pe data de 30 martie a fost anunțată lansarea discului single, „Sitting on Top of the World” . Cântăreața a mai anunțat și numele celei de-a doua melodii, „Dancing With A Broken Heart”.
În data de 13 ianuarie 2015 s-a anunțat faptul că Delta Goodrem a revenit ca jurat pentru al patrulea sezon al emisiunii The Voice Australia. Pe 13 martie lansează single-ul „Only Human”. A apărut în primele trei episoade ale sezonului începând din 16 martie 2015. A mai apărut în documentarul Neighbours 30th: The Stars Reunite, difuzat în Australia și Regatul Unit. Wings of the Wild a fost lansat la 1 iulie 2016.

## Stilul muzical și calitățile interpretative
Profilul vocal al interpretei se încadrează în categoria sopranelor. Allmusic felicită prestația artistei de pe albumul său de debut, Innocent Eyes, recenzorul Matthew Chisling afirmând: „cu un anturaj de instrumente vii, vocea lui Goodrem își găsește calea prin înregistrările meticulos realizate. Stilul ei [interpretativ] poartă o răceală drăguță care satisface urechile dar le și tachinează în același timp”. Solista a încercat să pătrundă în industria muzicală cu ajutorul unor compoziții ritmate, asemeni discului single „I Don't Care”, însă acest stil muzical nu a fost apreciat. Primul său material discografic de studio abordează un sound ce se îndreaptă spre muzica pop, incluzând însă și o serie de influențe ale stilului rock. Discul se compune preponderent din balade, cele mai apreciate fiind „Born To Try”, „Longer” sau „Predictable”. Înregistrările sale au fost comparate cu cele ale interpretei Celine Dion, „lucru care le dă puterea de a rămâne prezente pentru mai mulți ani”.
Cel de-al doilea disc al artistei, Mistaken Identity, este notabil pentru temele întunecate pe care le abordează, el fiind inspirat din momentele de cumpănă ale lui Goodrem. Allmusic consideră faptul că un material cu o astfel de abordare nu își avea locul în acel moment al carierei sale, criticul Matthew Chisling declarând: „întrucât este doar cel de-al doilea album al lui Goodrem, nevoia sa de a fi mult mai expresivă pe plan artistic la o vârstă atât de fragedă poate fi considerată imatură și anostă, cu atât mai mult cu cât cuvinte precum «suicid emoțional» nu se potrivesc cu starurile frumoase și talentate de douăzeci de ani care au suficient potențial pop pentru a compensa toată calitatea slabă de pe piață”. Sunday Herald Sun compară cel de-al treilea material de studio al solistei, Delta, cu unul semnat de Celine Dion, editorul Samantha Amjadali afirmând: „decât să își numească al treilea album al său Delta, Goodrem mai degrabă ar fi putut să-l intituleze Celine, întrucât superstarul canadian [...] ar fi putut cânta cel puțin opt dintre cele 12 piese ale albumului”.

## Filantropie

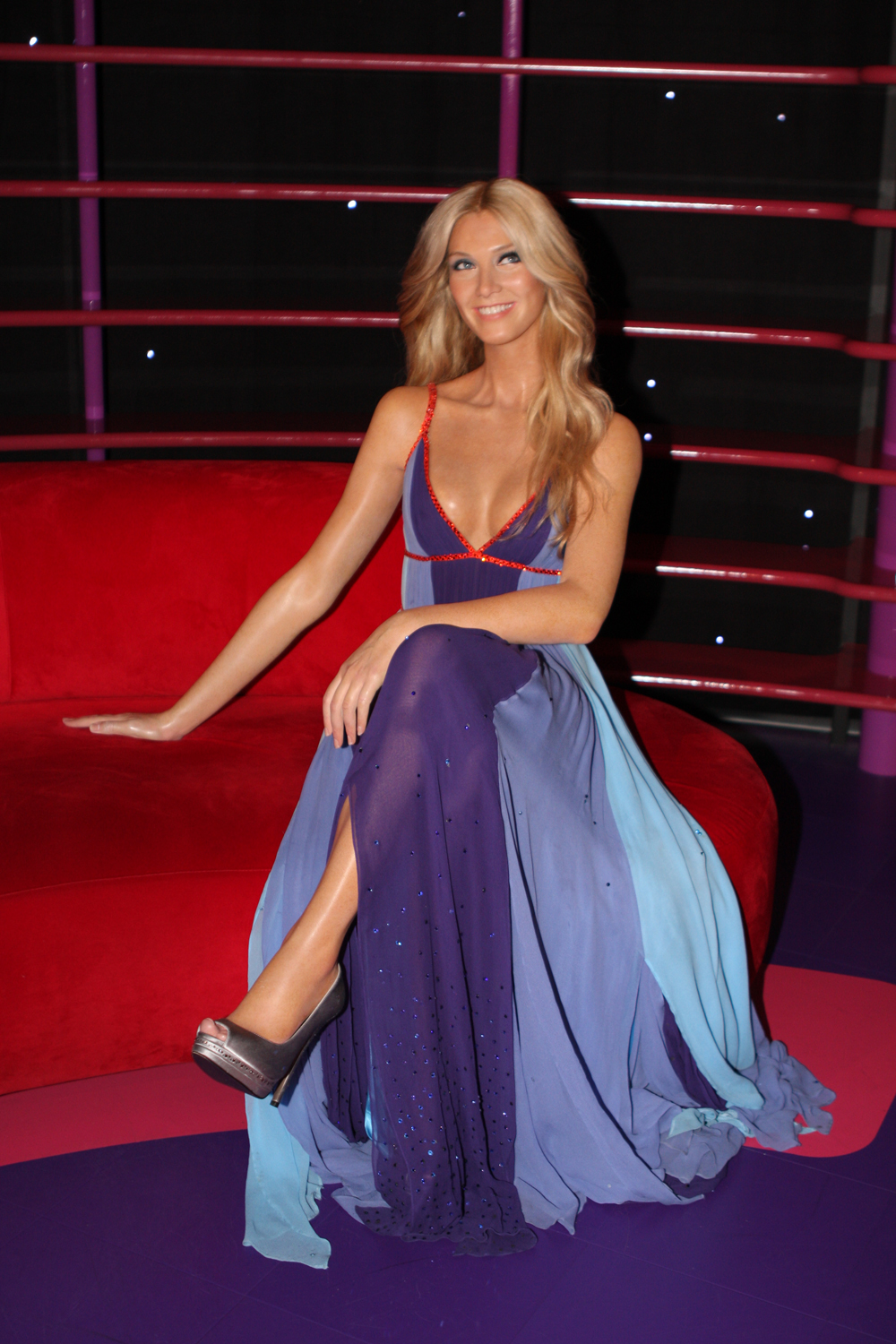
O statuie din ceară întruchipând-o pe Delta Goodrem de la muzeul Madame Tussauds din Sydney.

Goodrem vizitează în mod regulat spitalele în care se află internați copii bolnavi, ea folosindu-se de propria-i experiență cu cancerul pentru a-i informa despre pericolele pe care le constituie boala de care a suferit și ea. Un procentaj din fiecare bilet vândut pentru spectacolele din cadrul turneului The Visualise Tour a fost donat fundației Delta Goodrem Leukaemia & Lymphoma Research Trust Fund, inițiată de artistă în sprijinul persoanelor afectate de maladia Hodgkin și de leucemie. În mai 2005, solista a ajutat la promovarea „Teen Info on Cancer” (informarea adolescenților în legătură cu cancerul), un website britanic realizat pentru susținerea adolescenților aflați în suferință. La scurt timp, cântăreața a devenit ambasador al evenimentului Thank You Day, ce felicită sistemul de sănătate și cercetările medicale din Australia, Goodrem primind un trofeu intitulat „Thank You Day Celebrity Advocacy Award” datorită eforturilor depuse de ea pentru a strânge fonduri și a informa populația asupra problemelor de ordin medical ce pot surveni. De asemenea, interpreta este membră a asociației R.A.D.D. („Asociația cântăreților, actorilor și atleților împotriva conducerii sub influența alcoolului”) un grup de celebrități ce se ocupă cu informarea persoanelor despre pericolele ce pot interveni în timpul conducerii sub influența băuturilor alcoolice.

## Viață personală

### Viața de cuplu
În timpul filmărilor pentru serialul Neighbours Goodrem a început o relație de dragoste cu actorul Blair McDonough, cei doi fiind implicați în același proiect la momentul respectiv. Legătura dintre cei doi nu a fost de durată, presa australiană speculând faptul că înregistrarea „Not Me, Not I”, a fost scrisă în urma desărțirii și are legătură cu aceasta. În anul 2004 artista l-a cunoscut pe jucătorul australian de tenis Mark Philippoussis, cu care a început o relație. Cei doi au fost împreună în timpul în care interpreta se trata împotriva cancerului suferit, discul single „Out of the Blue”, fiind inspirat de sprijinul oferit solistei de Philippoussis în acest interval de timp. Cotidianele din țara natală a lui Goodrem afirmau faptul că relația s-a sfârșit datorită infidelității lui Philippoussis. Informațiile publicate susțineau că el ar fi avut o relație cu celebutanta Paris Hilton, lucru confirmat de Hilton. 

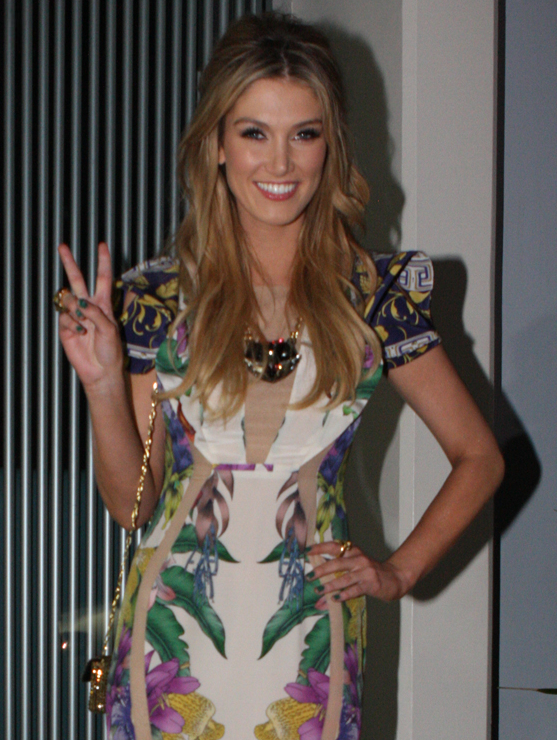
Delta Goodrem în mai 2012.

La scurt timp interpreta în început o relație cu fostul component al formației Westlife, Brian McFadden, cu care a colaborat la înregistrarea „Almost Here”. În prima jumătate a anului 2006 în presă au apărut știri ce susțineau faptul că relația celor doi este dezaprobată de mama artistei, Lea Goodrem, care ar fi sfătuit-o pe fiica sa să își încheie relația cu McFadden pentru a-și dedica mai mult timp carierei. La aceste informații solista a făcut referire și în broșura albumului Delta, unde ea adresează mesaje atât mamei sale cât și prietenului său. La finele anului 2007 Goodrem și McFadden s-au logodit în mod oficial, însă până în prezent relația nu s-a oficializat. Pe data de 1 aprilie 2011, s-a confirmat zvonul conform căruia McFadden și Goodrem au pus capăt relației de logodnă. Cuplul a lansat un anunț oficial în care cei doi își urau succes și un viitor fericit. Goodrem a fost într-o relație de scurtă durată și cu cântărețul Nick Jonas din mai 2011 până în februarie 2012.

### Problemele medicale
În vara anului 2003, la vârsta de optsprezece ani, solista a fost diagnosticată cu Boala Hodgkin, o formă de cancer ce atacă sistemul imunitar al corpului. Pentru a se trata de această boală ea a fost nevoită să își suspende activitatea artistică pentru o perioadă nedeterminată. Conform interpretei, semne ale unor probleme de sănătate au existat încă din anul 2002. Simptomele acestei probleme de sănătate au inclus erupții cutanate pe întregul corp, oboseală, pierderea în greutate, transpirații nocturne, precum și apariția unui nodul pe gâtul, solista declarând: „la un moment dat am simțit ceva în gât. Ulterior am simțit un mic nod la baza faringelui. El nu era inflamat, nu era vizibil, dar îl putem simții”. Ca parte a tratamentului la care a fost supusă, artista a primit chimioterapie, ceea ce a dus la pierderea părului său și radioterapie. Cel de-al doilea album de studio al solistei, Mistaken Identity, a fost inspirat din lupta interpretei cu boala. Ulterior, cântăreața a declarat despre această perioadă următoarele: „Este ciudat să văd fotografii din acea perioadă. Într-un fel, faptul că eram bolnavă nu se potrivea cu ce se întâmpla și nu am dezvăluit nimic. Nimeni nu m-a văzut în zilele în care am fost cu adevărat bolnavă... Aveam optsprezece ani când am primit diagnosticul și aveam un single și un album pe locul 1 în țară. Și în Regatul Unit, eram pe locul 2. A fost un an atât de bipolar”.

## Discografie
- Innocent Eyes (2003)
- Mistaken Identity (2004)
- Delta (2007)
- Child of the Universe (2012)
- Wings of the Wild (2016)

## Filmografie și apariții televizate
| - 1993: Hey Dad..! (serial) - 1993: A Country Practice (serial) - 1995: Police Rescue (serial) | - 2002: Neighbours (serial) - 2004: North Shore (serial) - 2006: Hating Alison Ashley (film) |